# Club Deportivo Erriberri
El Club Deportivo Erri-Berri es un club de fútbol de España, de la localidad de Olite, en Navarra. Actualmente juega en 1ª Autonómica.

## Historia
Fue fundado en 1928. Comenzó su andadura jugando en las diferentes categorías del fútbol navarro hasta que en 1997/98 asciende por primera vez a Tercera División, pero ese mismo año desciende. 
En la temporada 2011/12 queda primero en la Regional Preferente de Navarra en el grupo sur y asciende directo a Tercera División. Por lo tanto, la temporada 2012/13 juega de nuevo en Tercera División. Queda 13º en la clasificación y consigue así la permanencia; sin embargo, la temporada 2013/14 desciende de nuevo a Regional Preferente, al quedar en el puesto 19º de la clasificación en Tercera División. 
En la temporada 2014/15, tras acabar la liga regular del grupo sur de Regional Preferente de Navarra en segunda posición, disputa el playoff de ascenso a Tercera División contra el Club Deportivo Cantolagua de Sangüesa, equipo que se clasificó como segundo del grupo norte. Se jugó a partido de ida y vuelta. La ida se jugó en Olite con el resultado de 1-1 y la vuelta en Sangüesa con el resultado de 2-0, lo que dejó al Club Deportivo Erriberri en la nueva categoría creada para el año siguiente Primera Autonómica Navarra sin el premio del ascenso a Tercera División. Obtuvo el ascenso el Club Deportivo Cantolagua con un global de 3-1 a favor de los de Sangüesa. Esa temporada la Peña Sport F.C. de Tafalla asciende a Segunda División B y el  Club Deportivo Erriberri asciende de rebote a la Tercera División tras ocupar su plaza. 
La temporada 2015/16 juega en Tercera División. A falta de dos jornadas consigue la permanencia con 42 puntos al quedar 15º en la clasificación, lo que le da el honor de seguir jugando en la máxima categoría del fútbol navarro una temporada más.
Tras jugar dos temporadas seguidas en Tercera División, tras una mala temporada 2016/17 queda en el puesto 19º y desciende a 1º Autonómica a falta de tres jornadas por disputarse, categoría en la cual se estrena por primera vez desde la creación de la misma dos temporadas antes.
La temporada 2017/18 jugó por primera vez en 1º Autonómica. Desde entonces se ha mantenido en dicha categoría, en la cual sigue militando por tercera temporada consecutiva. En la temporada 2019/20 el equipo ocupa la 16.ª posición, tras 22 de 34 jornadas disputadas, y ocupa puestos de descenso, pero debido al COVID-19 se paralizó la liga y se acabó decidiendo que no habría descensos en la categoría. Por tanto el equipo sigue en 1º Autonómica un año más (temporada 2020/21), y serán ya cuatro temporadas consecutivas en la categoría. En la temporada 2020/21 se clasifica como 2º y disputa los playoff de ascenso a 3ª RFEF. Cae eliminado en las semifinales a partido único contra el Club Deportivo Oberena por 1-3 en el partido disputado en Olite, tras llegar a la prórroga con el marcador de 1-1. Por tanto, el club seguirá otro año más en la categoría de 1º Autonómica y con esta ya son cinco años consecutivos.

## Datos del club

### Palmarés
- Temporadas en Tercera División: 5
- Mejor puesto en la liga: 13º (2012/13)